# Otterberg
Otterberg là một đô thị thuộc huyện of Kaiserslautern ở bang Rheinland-Pfalz. Đô thị này có diện tích 32,09 km2. Otterberg có cự ly khoảng 7 km về phía bắc Kaiserslautern.
Otterberg là thủ phủ của Verbandsgemeinde ("đô thị tập thể") Otterberg.